# Sayisi Dene
Les Sayisi Dene, dont le nom signifie « le peuple sous le soleil » en chipewyan, sont une Première Nation tchipewyane vivant dans le Nord du Manitoba au Canada. Leur nom officiel est Première Nation de Sayisi Dene, anciennement appelée bande indienne de Churchill. Ils sont surtout établis à Tadoule Lake (en), faisant d'eux le groupe déné le plus à l'est.

## Histoire
En 1956, les Sayisi Dene vivant à Little Duck Lake ont été relocalisés à Churchill par une décision du gouvernement fédéral. Le 16 août 2016, la ministre des Affaires autochtones et du Nord, Carolyn Bennett, a offert des excuses pour cette relocation forcée et 33,6 millions de dollars ont été offerts en compensation.

## Géographie
La Première Nation de Sayisi Dene possède une réserve, Churchill 1, qui se situe à 320 km au nord de Thompson au Manitoba et couvre une superficie de 212,1 hectares.

## Démographie
En janvier 2022, la bande des Sayisi Dene avaient une population inscrite totale de 887 membres dont 567 vivaient hors réserve.

## Langue
Les Sayisi Dene parlent traditionnellement le chipewyan, une langue de la famille linguistique athapascane.

## Gouvernance
La bande des Sayisi Dene est affiliée avec le conseil tribal de Keewatin.

## Annexe